# 矮小虎耳草
矮小虎耳草（学名：Saxifraga perpusilla）为虎耳草科虎耳草属下的一个种。

## 扩展阅读
- 維基物種上的相關：矮小虎耳草